# Noyon
Ne doit pas être confondu avec Noyan ou Noyons.
Pour les articles homonymes, voir Noyon (homonymie).
Noyon est une  commune française située dans le département de l'Oise, en région Hauts-de-France.
La commune de Noyon donne son nom au pays traditionnel du Noyonnais, qui est une région historique de Picardie dont elle est la ville principale. Sous l'Ancien Régime, Noyon fut le centre d'un évéché dont l'évêque-comte figurait parmi les Douze pairs primitifs de France.
La commune est aussi connue comme étant la ville natale du célèbre théologien Jean Calvin, dont elle abrite la maison natale.
Ses habitants sont appelés les Noyonnais.

## Géographie

### Localisation
Noyon est située à 25 km au nord de Compiègne, 62 km au sud-est d'Amiens, 47 km au sud de Saint-Quentin, 40 km à l'ouest de Soissons, à 114 km au nord de Paris.
Noyon est un carrefour routier entre les véhicules venant du nord, de l'ouest et de l'est vers le sud sur Paris.

### Communes limitrophes
| Vauchelles    | Genvry   | Crisolles   |
| Larbroye      | Noyon    | Salency     |
| Pont-l'Évêque | Sempigny | Morlincourt |

### Hydrographie

#### Réseau hydrographique
La commune est située dans le bassin Seine-Normandie. Elle est drainée par le canal latéral à l'Oise, l'Oise, le canal du Nord, la Verse, la Goele, le fossé 01 de la commune de Sempigny, le ru du Marquais et divers bras de la verse,,.
Le canal latéral à l'Oise est un canal de gabarit Freycinet qui dessert l'Est de la Picardie. D'une longueur de 35 km, il connecte le canal de Saint-Quentin (depuis Chauny) à l'Oise canalisée à hauteur de JanvilleChauny) à l'Oise canalisée à hauteur de Janville, après avoir traversé 22 communes.
L'Oise constitue la limite sud du territoire communal. Elle prend sa source en Belgique, à 309 mètres d'altitude, dans l'ancienne commune de Forges et se jette dans la Seine à 20 mètres d'altitude, au Pointil en rive droite et en aval du centre de Conflans-Sainte-Honorine dans le département des Yvelines. D'une longueur 341 kilomètres, elle est presque entièrement navigable et bordée de canaux sur 104 kilomètres. Les caractéristiques hydrologiques de l'Oise sont données par la station hydrologique située sur la commune de Sempigny. Le débit moyen mensuel est de 33,8 m3/s. Le débit moyen journalier maximum est de 279 m3/s, atteint lors de la crue du 24 décembre 1993. Le débit instantané maximal est quant à lui de 287 m3/s, atteint le même jour.
La Verse, d'une longueur de 23 km, prend sa source dans la commune de Ugny-le-Gay et se jette dans l'Oise (rive gauche) à Sempigny, après avoir traversé 15 communes. Les caractéristiques hydrologiques de la Verse sont données par la station hydrologique située sur la commune. Le débit moyen mensuel est de 0,693 m3/s. Le débit moyen journalier maximum est de 4,58 m3/s, atteint lors de la crue du 4 mars 2024. Le débit instantané maximal est quant à lui de 4,82 m3/s, atteint le même jour.

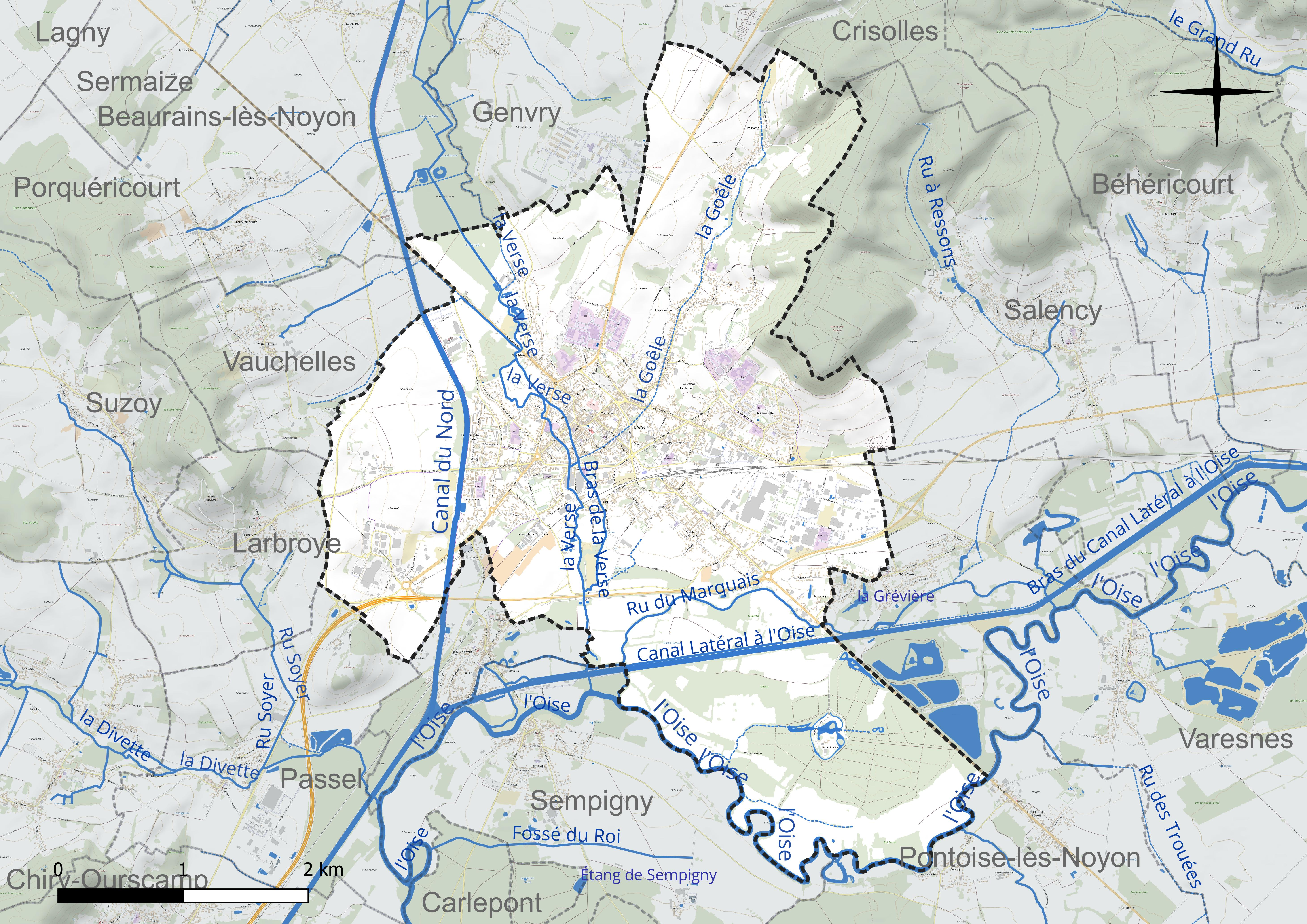
Réseau hydrographique de Noyon.

Un plan d'eau complète le réseau hydrographique : le plan d'eau de la commune de Noyon (0,7 ha),.

#### Gestion et qualité des eaux
Le territoire communal est couvert par le schéma d'aménagement et de gestion des eaux (SAGE) « Sensée ». Ce document de planification concerne un territoire de 1 013 km2 de superficie, délimité par le bassin versant de l'Oise moyenne. Le périmètre a été arrêté le 24 avril 2017 et le SAGE est, en 2024, encore en élaboration. La structure porteuse de l'élaboration et de la mise en œuvre est le syndicat mixte du SAGE Oise-Moyenne (SMOM).
La qualité des cours d'eau peut être consultée sur un site dédié géré par les agences de l'eau et l'Agence française pour la biodiversité.

### Climat
Pour des articles plus généraux, voir Climat des Hauts-de-France et Climat de l'Oise.
En 2010, le climat de la commune est de type climat océanique dégradé des plaines du Centre et du Nord, selon une étude du CNRS s'appuyant sur une série de données couvrant la période 1971-2000. En 2020, Météo-France publie une typologie des climats de la France métropolitaine dans laquelle la commune est dans une zone de transition entre le climat océanique et le climat océanique altéré et est dans la région climatique Nord-est du bassin Parisien, caractérisée par un ensoleillement médiocre, une pluviométrie moyenne régulièrement répartie au cours de l'année et un hiver froid (3 °C).
Pour la période 1971-2000, la température annuelle moyenne est de 10,7 °C, avec une amplitude thermique annuelle de 14,6 °C. Le cumul annuel moyen de précipitations est de 696 mm, avec 11,2 jours de précipitations en janvier et 8,8 jours en juillet. Pour la période 1991-2020, la température moyenne annuelle observée sur la station météorologique la plus proche, située sur la commune de Chauny à 16 km à vol d'oiseau, est de 11,1 °C et le cumul annuel moyen de précipitations est de 709,9 mm,. Pour l'avenir, les paramètres climatiques de la commune estimés pour 2050 selon différents scénarios d'émission de gaz à effet de serre sont consultables sur un site dédié publié par Météo-France en novembre 2022.

## Urbanisme

### Typologie
Au 1er janvier 2024, Noyon est catégorisée centre urbain intermédiaire, selon la nouvelle grille communale de densité à sept niveaux définie par l'Insee en 2022.
Elle appartient à l'unité urbaine de Noyon, une agglomération intra-départementale regroupant quatre communes, dont elle est ville-centre,,. Par ailleurs la commune fait partie de l'aire d'attraction de Noyon, dont elle est la commune-centre,. Cette aire, qui regroupe 38 communes, est catégorisée dans les aires de moins de 50 000 habitants,.

### Occupation des sols
L'occupation des sols de la commune, telle qu'elle ressort de la base de données européenne d'occupation biophysique des sols Corine Land Cover (CLC), est marquée par l'importance des territoires agricoles (51,4 % en 2018), en diminution par rapport à 1990 (60 %). La répartition détaillée en 2018 est la suivante :
terres arables (26,2 %), zones urbanisées (23,5 %), prairies (17,4 %), forêts (15,2 %), zones industrielles ou commerciales et réseaux de communication (9,8 %), zones agricoles hétérogènes (7,8 %), eaux continentales (0,1 %). L'évolution de l'occupation des sols de la commune et de ses infrastructures peut être observée sur les différentes représentations cartographiques du territoire : la carte de Cassini (XVIIIe siècle), la carte d'état-major (1820-1866) et les cartes ou photos aériennes de l'IGN pour la période actuelle (1950 à aujourd'hui).

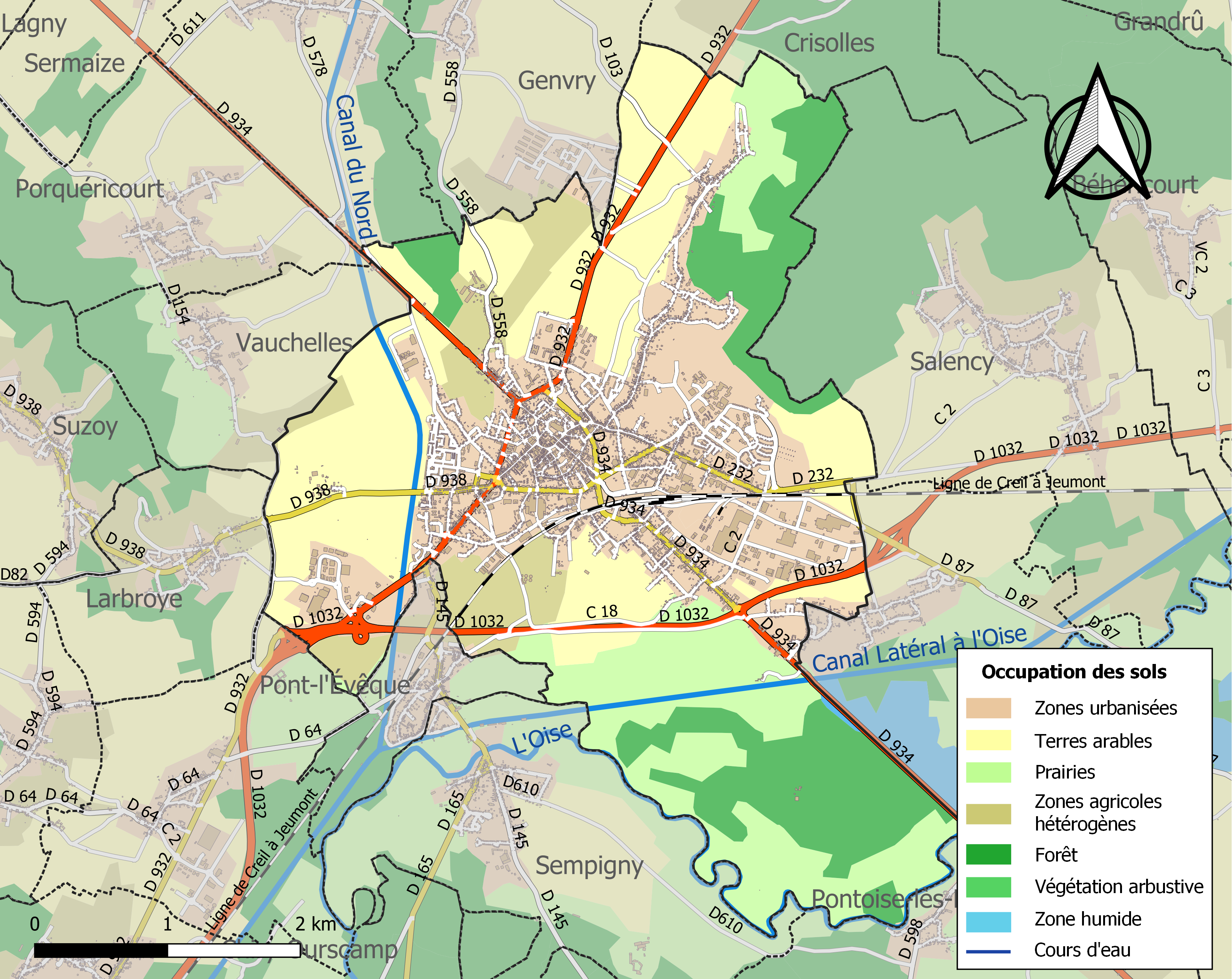
Carte des infrastructures et de l'occupation des sols de la commune en 2018 (CLC).

### Voies de communications et transports
La gare de Noyon est desservie par des trains régionaux du réseau TER Hauts-de-France.
La ville dispose de son propre réseau de bus gratuit baptisé Lib'bus. Huit lignes sont disponibles, toutes ayant pour point de départ la gare et desservant la totalité de l'agglomération (centre commercial, écoles, lycées, hôpital, zone à emploi, etc.)
Noyon est également le point central de plusieurs routes majeures de sa région :
- la D 1032 pour se rendre à Compiègne et Chauny ;
- la D 932 qui s'étend jusque Ham ;
- la D 934 permettant d'atteindre Roye, Amiens et Soissons.

La commune est desservie, en 2023, par les lignes 668, 670, 671, 672, 673, 674, 675, 676, 677, 678, 679, 680, 681, 6321, 6331, 6332 et 6333 du réseau interurbain de l'Oise.

## Toponymie
Attestée sous les formes Noviomagus, Noviomago au IIIe siècle, Novionum au XIIe siècle et Noionum[réf. nécessaire].
Basé sur Noviomagus, composé gaulois de novio- (« nouveau ») et -ó-magos, ou magos (« marché ») ; donc, « le nouveau marché », ou « la ville nouvelle »[réf. nécessaire].
Une particularité du nom de Noyon est d'être un palindrome.

## Histoire

### L'agglomération antique
Au XIXe siècle, certains auteurs[réf. souhaitée] ont placé à Noyon le Noviodunum Suessionum, oppidum principal des Suessions, où Jules César établit son camp avant de se tourner vers les Bellovaques (La Guerre des Gaules, II, 12). Mais cette hypothèse est abandonnée depuis longtemps.
La ville a été fondée à l'époque gallo-romaine. Elle faisait partie de la cité des Viromanduens. C'était une petite ville qui bénéficiait de sa position à proximité de la vallée de l'Oise. L'Itinéraire d'Antonin indique le nom de Noviomagus à son possible emplacement. L'agglomération gallo-romaine était située sur la via Agrippa de l'Océan sur le tronçon Augusta Suessionum (Soissons) - Samarobriva (Amiens).
Au Bas-Empire romain, la ville était protégée par une fortification, elle était le siège d'un commandement militaire (préfecture des Lètes de Condren, cf. la Notitia Dignitatum).

### Moyen Âge
En 531, saint Médard de Noyon y déplace le siège de l'évêché de la civitas Viromanduorum[réf. nécessaire].
À l'époque mérovingienne, l'évêché de Noyon bénéficie de sa proximité avec Soissons, qui fut l'une des capitales du royaume franc et des palais voisins.

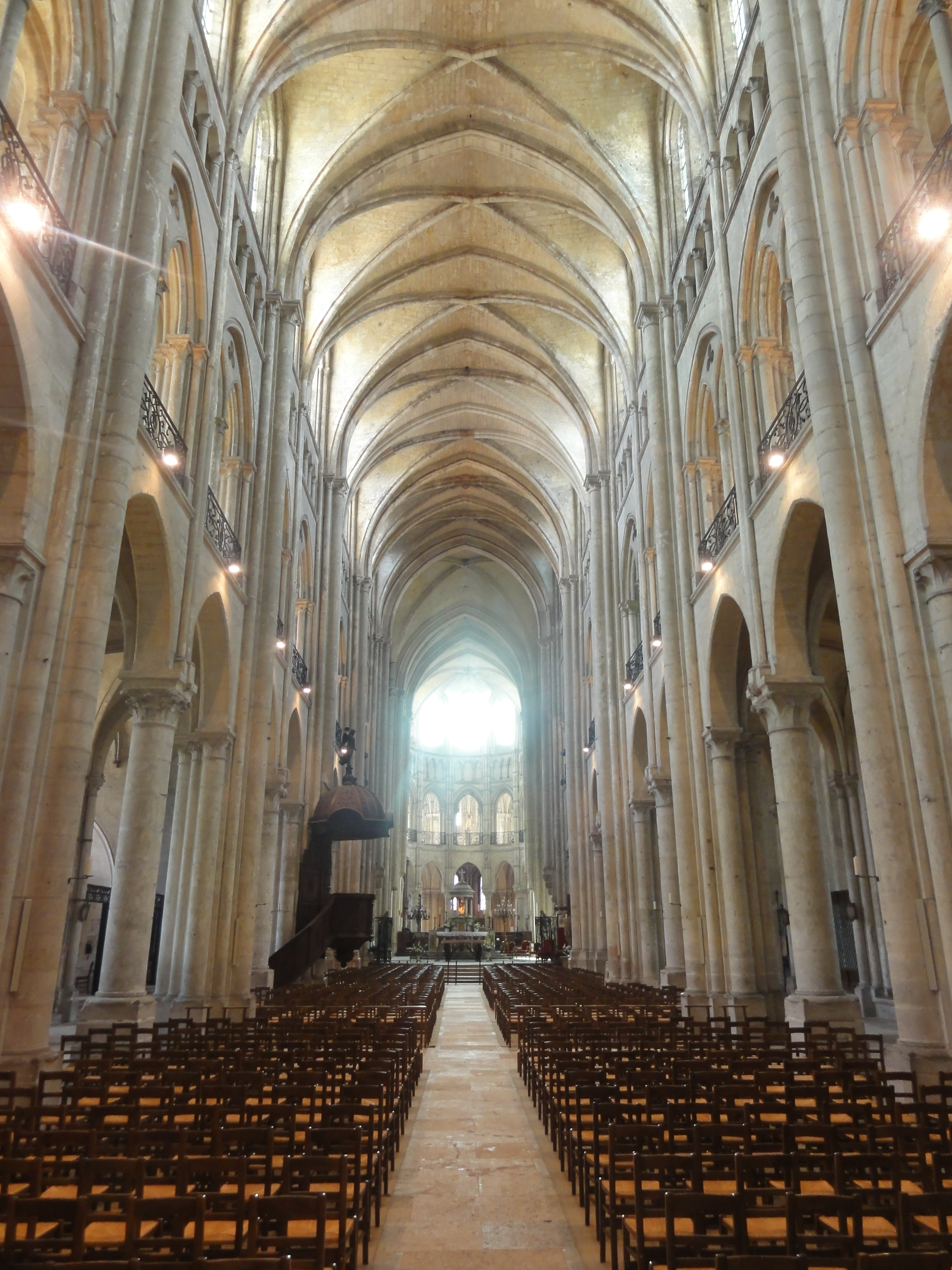
La nef de la cathédrale.

Né en Limousin vers 588, l'orfèvre Éloi devint monétaire de Clotaire II, puis trésorier de Dagobert Ier avant d'être élu évêque de Noyon (641). Fondateur de monastères à Solignac et à Paris, il accueillit Godeberthe comme moniale à Noyon. Il meurt en 659/660.
Noyon est une ville importante au Moyen Âge. Charlemagne y est couronné roi des Francs en 768. En 891 après avoir pillé Balâtre, Roye et Roiglise, les Vikings font subir le même sort à Noyon. Hugues Capet y est sacré roi des Francs le 3 juillet 987 et les évêques de Noyon comptent au nombre des pairs ecclésiastiques du royaume de France.
Lors de la minorité du duc Richard Ier de Normandie, s'opposant à la mainmise sur la Normandie par le roi de France et la donation de divers fiefs à Arnould de Flandres, l'un de ses fidèles, le Normand Sygtryg, revenu d'Angleterre et d'Irlande avec Hrolf Turtain, leva des flottes pour dévaster les côtes du comté de Flandres et pénétra jusqu'à Beauvais, Amiens et Noyon, afin de soulever les colonies vikings locales contre le comte de Flandres.
En 1293, la ville est détruite par un incendie, à l'exception de deux établissements ecclésiastiques, l'abbaye Saint-Gilles et l'abbaye Saint-Barthélemy.
Jusqu'à la guerre de Cent Ans, le comté ecclésiastique de Noyon a un rôle stratégique entre le domaine royal (l'Île-de-France), les terres des comtes de Vermandois et des seigneurs de Boves-Coucy[réf. souhaitée]. La ville bénéficie d'institutions communales dès 1108 : la charte lui est concédée par l'évêque Baudry et confirmée plus tard par le roi.
Au début du XIVe siècle, Jean de Meudon est chanoine de Noyon.
En 1363, Noyon est transmis comme apanage à la maison de Bourgogne et reste composante du duché jusqu'à Charles Quint[réf. souhaitée].
En 1430, Jeanne d'Arc est emprisonnée quelque temps à la petite prison de "l'Officialité du Chapitre " de Noyon, avant d'être vendue aux Anglais le 21 novembre de cette même année[réf. souhaitée].

### Noyon à l'époque moderne
Traité de Noyon du 13 août 1516 entre François Ier et Charles Quint (la France obtient le Milanais mais abandonne Naples). L'empereur restitue finalement le duché de Bourgogne à la France en 1544 au traité de Crépy-en-Laonnois.
La ville est définitivement française après le traité du Cateau-Cambrésis en 1559.
Le 2 août 1594, Henri IV prend la ville,.

#### Ancienne viticulture
La vigne y fut longtemps cultivée. Au Moyen Âge, c'est même le terroir mieux adapté à la vigne qui fit choisir Noyon comme siège épiscopal plutôt que Saint-Quentin. L'hôtel de ville de Noyon, construit de 1485 à 1523, présente, dans ses frises et encadrements de fenêtres, de très nombreuses sculptures de grappes de raisin. À la fin du XVIIe siècle, Noyon produisait 5 000 pièces de vin de 216 pintes de Paris. Vers 1850, 124 vignerons en cultivaient 62,02 ha sur le territoire de la commune où on comptait encore vingt-six tonneliers et cinq marchands de vin. La production annuelle était encore de 340 000 litres, à Noyon on en consommait alors 13 500 litres. La vigne y était cultivée en hautains ou en fosses sur échalas. Les vendanges s'effectuaient le plus souvent début octobre. On trouve encore aujourd'hui de nombreuses traces de cette culture dans la dénomination des lieux-dits et des voiries de la commune (Vinottes, Berceau-Roger, Vigne-aux Moines, etc.).

### Noyon à l'époque contemporaine

#### Disparition du diocèse de Noyon à la Révolution française
La ville est chef-lieu de district de 1790 à 1795.
L'évêché de Noyon est supprimé en 1790.
Noyon, ville de garnison
Régiments stationnés au quartier Berniquet.
- 1890-1913 : 9e régiment de cuirassiers
- 1945-1962 : 7e régiment de cuirassiers
- 1962-1977 : 16e régiment de dragons
- 1977-1997 : 8e régiment d'infanterie
- 1997-2010 : Régiment de marche du Tchad

Le 7 juillet 2011, le Camp de Noyon est cédé[Par qui ?] pour l'euro symbolique à la communauté de communes du Pays Noyonnais[réf. nécessaire].
Noyon durant la Première Guerre mondiale

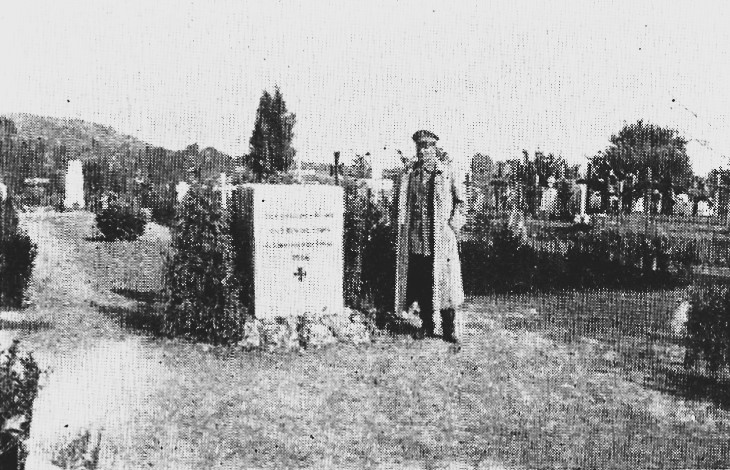
Cimetière d'Honneur du IX. Corps de réserve à la limite nord de Noyon (1914).

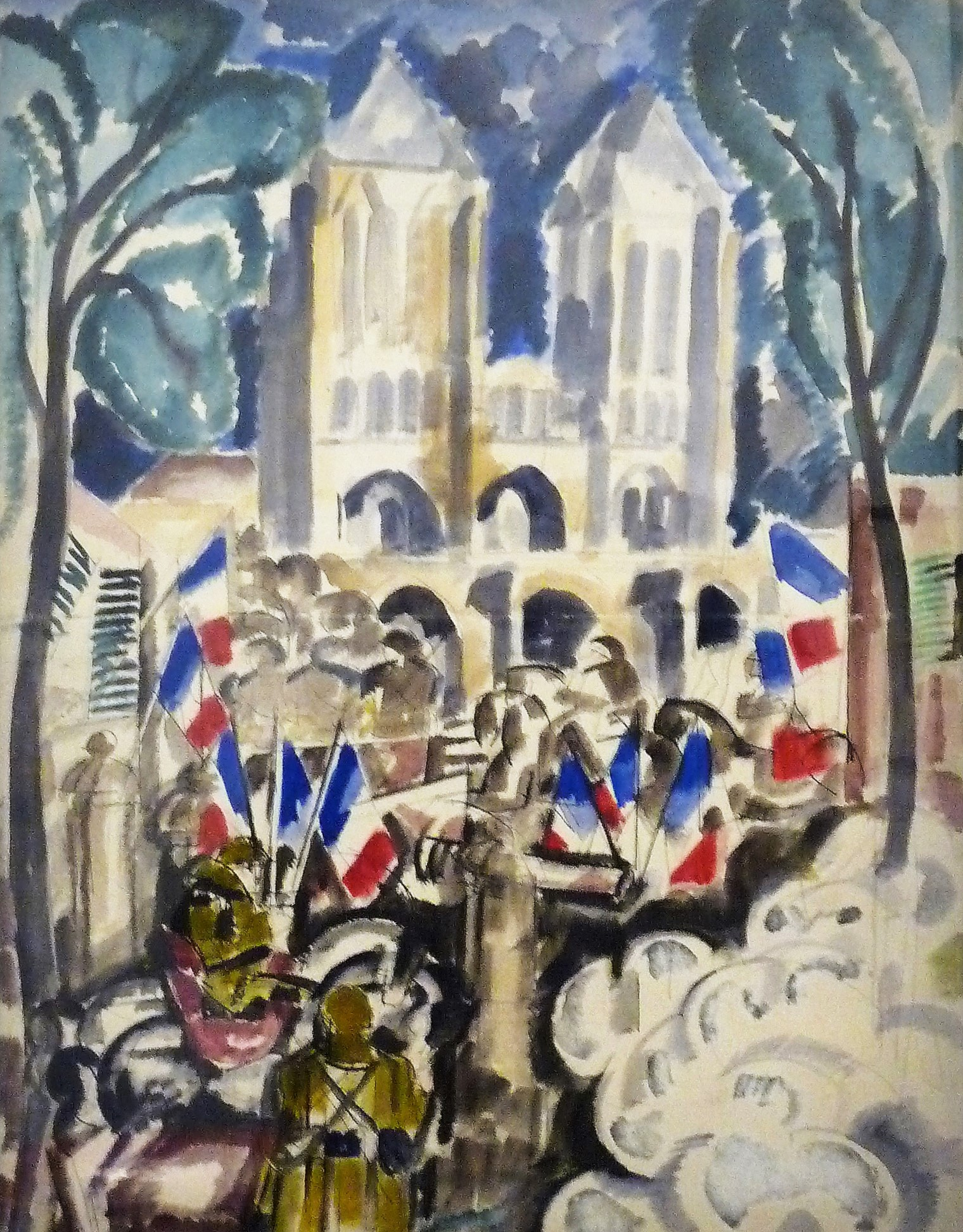
Noyon 1917 - Charles Dufresne.

La ville est prise dès septembre 1914 lors de l'offensive allemande passant par la Belgique et se rabattant sur Paris.
En septembre/octobre 1914, après la bataille sur la Marne et lors de la course à la mer, le front se stabilise dans la vallée de l'Oise en aval de Noyon.
Mars 1917 : L'armée allemande réduit son front entre Arras et Soissons et évacue Noyon.
Lancée le 21 mars 1918, le flanc sud de l'offensive Michael conduit les troupes allemandes à Noyon. La ville est à nouveau prise par les forces allemandes du 23 au 25 mars. Les violents combats à proximité (près du mont Renaud, du 26 au 30 avril) entraîneront sa destruction par bombardement par les Français eux-mêmes afin de limiter les capacités logistiques allemandes. Les toits de la cathédrale ont été incendiés à cette occasion. La bataille sur le mont Renaud sera rude afin d'y barrer la route de Paris par la vallée de l'Oise et de conserver un point d'observation sur la région. Une photo d'archive montre fin août 1918 la colline du mont Renaud totalement dénudée, ne laissant paraître que restes d'arbres dont ne restent que les troncs noircis, totalement démunis de leurs feuilles et branches. Le château qui s'y tenait a lui disparu. Le 57e régiment d'infanterie de ligne s'est illustré dans cette zone.
Le 30 août 1918 : Noyon fut définitivement libérée lors de l'offensive de libération alliée de l'été 1918 partie du Matz le 10 août. Une partie des soldats tombés se trouvent à la Nécropole nationale de Cuts.
De cette époque, François Flameng, peintre officiel de l'armée, nous a laissé de nombreux croquis et dessins de ces lieux. Ils parurent dans la revue L'Illustration à l'article « Le Récit en mars 1917 ».
Noyon durant la Seconde Guerre mondiale
Juin 1940 : combats le long du canal du Nord et dans la ville, lors de la Bataille de France.
Nouvelle occupation allemande.
Libération en septembre 1944, par la 1re armée US de Courtney Hodges après quelques combats retardateurs au mont Renaud.

## Politique et administration

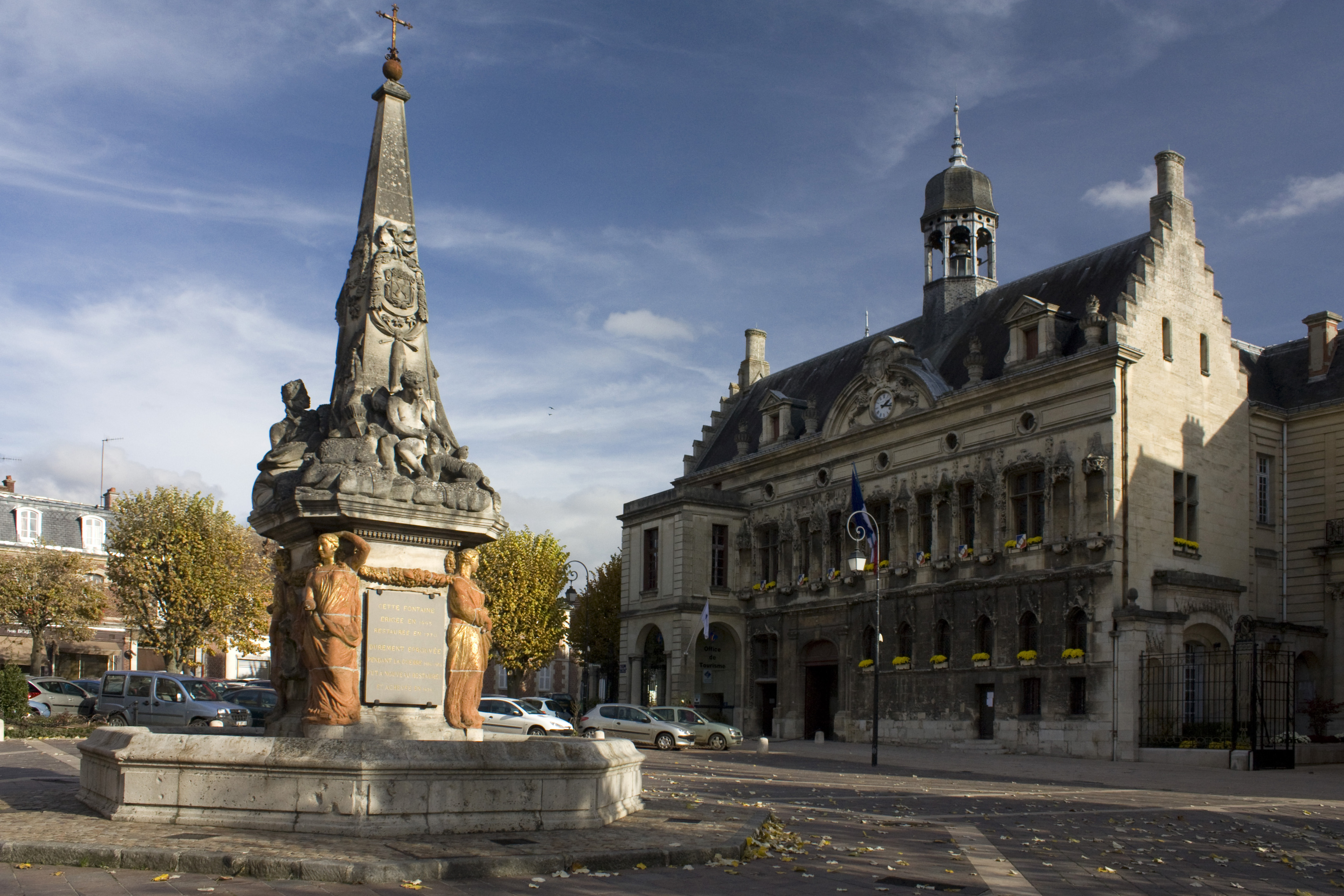
L'hôtel de ville.

### Rattachements administratifs et électoraux
La commune se trouve dans l'arrondissement de Compiègne du département de l'Oise. Pour l'élection des députés, elle fait partie depuis 1988 de la sixième circonscription de l'Oise.
Elle était depuis 1793 le chef-lieu du canton de Noyon. Dans le cadre du redécoupage cantonal de 2014 en France, ce canton, dont la commune est désormais le bureau centralisateur, est modifié, passant de 23 à 42 communes.

### Intercommunalité
Noyon est le siège de la communauté de communes du Pays Noyonnais créée en 1994 sous le nom de communauté de communes de la haute vallée de l'Oise, qui succédait au district de la haute vallée de l'Oise créé en 1994 et qui lui-même avait été précédé en 1970 par un syndicat intercommunal à vocations multiples (SIVOM) regroupant 51 communes réparties sur les cantons de Noyon, de Guiscard et de Lassigny.

### Tendances politiques et résultats
Lors du second tour des élections municipales de 2014 dans l'Oise, la liste PS menée par le maire sortant Patrick Deguise obtient la majorité des suffrages exprimés, avec 2 006 voix (42,38 %, 24 conseillers municipaux élus dont 16 communautaires, devançant les listes menées respectivement par :
- Gérard Deguise (UMP, 1 801 voix (38,05 %, 6 conseillers municipaux élus dont 4 communautaires) ;
- Michel Guiniot (FN, 926 voix, 19,56 %, 3 conseillers municipaux élus dont 2 communautaires).

Lors de ce scrutin, 37,21 % des électeurs se sont abstenus.
Lors des élections municipales de 2020, la liste menée par Sandrine Dauchelle (LR) bat (1 122 voix, soit 35,65 % des suffrages exprimés) au second tour de 11 voix celle du maire sortant Patrick Deguise (LREM, 1 111 voix, soit 35,30 %), suivie de celles menées par Olivier Garde (Div C., "citoyenne", 620 voix, 19,70 %) et par Nathalie Jorand (RN, 294 voix, 9,34 %),.
Lors de ce scrutin, marqué par la pandémie de Covid-19 en France, 58,78 % des électeurs se sont abstenus.

### Politique locale
Au terme des élections municipales de 2020, le maire sortant, Patrick Deguise, dont la liste a été battue de 11 voix par celle menée par Sandrine Dauchelle, a contesté le résultat de ce scrutin. Le Tribunal administratif d'Amiens a annulé les élections, en raison de la différence entre le nombre de votes électroniques et celui indiqué sur le procès-verbal, ainsi que la différence de signatures entre certains émargements des deux tours,. Le Conseil d'État a confirmé le 22 juillet 2021 cette annulation
|Parti=LR, et de nouvelles élections municipales ont eu lieu les 10 et 17 octobre 2021.
Lors du second tour de ces élections municipales partielles, la liste LR menée par la maire invalidée Sandrine Dauchelle remporte la majorité absolue des suffrages exprimés, avec 56,44 % des voix, devançant ainsi de 460 voix celle menée par l'ancien maire LREM Patrick Deguise battu en 2020, liste qui a obtenu 43,56 % des voix, avec une participation en hausse par rapport au second tour de 2020. Sandrine Dauchelle est donc réélue maire par le conseil municipal le 23 octobre 2021

### Liste des maires
| Période         | Période                        | Identité            | Étiquette             | Qualité |
| --------------- | ------------------------------ | ------------------- | --------------------- | --- |
| 1944            |                                | Adrien Lhomme       | URD                   | |
| 1947            | 1959                           | Achille Granthomme  | URD puis UNR          | Conseiller général de Noyon (1953 → 1961)                                                                                              |
| 1959            |                                | Paul Boutefeu       |                       | |
| mars 1965       | mars 1989                      | Pierre Dubois       | UNR puis UDR puis RPR | |
| mars 1989       | avril 2002                     | Bertrand Labarre    | RPR                   | Conseiller régional de Picardie Président de la CC haute vallée de l'Oise (? → 2002) Décédé en fonction                                |
| avril 2002      | mars 2008                      | Pierre Vaurs        | UDF                   | Président de la CC haute vallée de l'Oise (2002 → 2008)                                                                                |
| mars 2008       | juillet 2020                   | Patrick Deguise     | PS puis LREM          | Conseiller général de Noyon (2004 → 2015) Maire de Pont-l'Évêque (1989 → 2008) Président de la CC Pays Noyonnais (2008 → 2020)         |
| juillet 2020    | 29 juillet 2021                | Sandrine Dauchelle  | LR                    | Ancienne conseillère au parlement européen puis cadre à l'Institut Catholique de Paris Présidente de la CC du Pays Noyonnais (2020 → ) |
| 29 juillet 2021 | 23 octobre 2021                | Délégation spéciale |                       | Présidée par Dominique Ciavatti et accompagnée de Dominique Danneel et Christophe Fyad.                                                |
| 23 octobre 2021 | En cours (au 21 décembre 2021) | Sandrine Dauchelle  | LR                    | Ancienne conseillère au parlement européen puis cadre à l'Institut Catholique de Paris Présidente de la CC du Pays Noyonnais (2020 → ) |

### Distinctions et labels
Noyon a obtenu 3 fleurs, attribuées en 2007 au concours des villes et villages fleuris et renouvelées depuis lors. Toutefois, en novembre 2018, la ville n'a obtenu que deux fleurs, et a décidé en juillet 2019 de cesser sa participation à ce concours, l'estimant « trop contraignant ».
En contrepartie, la communauté de communes a voté l'adhésion à APIcité. Ce label, lancé en 2016 par l'Union Nationale de l'Apiculture Française (UNAF) valorise les politiques locales en matière de protection des abeilles domestiques et des pollinisateurs sauvages

### Jumelages
| Ville | Ville     | Pays | Pays        | Période     |
| ----- | --------- | ---- | ----------- | ----------- |
|       | Hexham    |      | Royaume-Uni | depuis 1992 |
|       | Metzingen |      | Allemagne   | depuis 1979 |

Noyon, Metzingen et Hexham constituent un cas de jumelage tripartite.

## Population et société

### Démographie

#### Évolution démographique
L'évolution du nombre d'habitants est connue à travers les recensements de la population effectués dans la commune depuis 1793. Pour les communes de plus de 10 000 habitants les recensements ont lieu chaque année à la suite d'une enquête par sondage auprès d'un échantillon d'adresses représentant 8 % de leurs logements, contrairement aux autres communes qui ont un recensement réel tous les cinq ans,.

En 2022, la commune comptait 12 810 habitants, en évolution de −6,26 % par rapport à 2016 (Oise : +0,87 %, France hors Mayotte : +2,11 %).
| 1793  | 1800  | 1806  | 1821  | 1831  | 1836  | 1841  | 1846  | 1851  |
| ----- | ----- | ----- | ----- | ----- | ----- | ----- | ----- | ----- |
| 6 033 | 5 699 | 5 887 | 5 700 | 5 946 | 5 945 | 5 950 | 6 270 | 6 322 |

| 1856  | 1861  | 1866  | 1872  | 1876  | 1881  | 1886  | 1891  | 1896  |
| ----- | ----- | ----- | ----- | ----- | ----- | ----- | ----- | ----- |
| 6 372 | 6 348 | 6 160 | 5 919 | 6 439 | 6 252 | 6 204 | 6 144 | 7 458 |

| 1901  | 1906  | 1911  | 1921  | 1926  | 1931  | 1936  | 1946  | 1954  |
| ----- | ----- | ----- | ----- | ----- | ----- | ----- | ----- | ----- |
| 7 443 | 7 336 | 7 277 | 5 408 | 6 483 | 6 609 | 6 335 | 6 160 | 7 299 |

| 1962  | 1968   | 1975   | 1982   | 1990   | 1999   | 2006   | 2011   | 2016   |
| ----- | ------ | ------ | ------ | ------ | ------ | ------ | ------ | ------ |
| 9 317 | 11 603 | 13 889 | 14 041 | 14 426 | 14 471 | 14 260 | 13 593 | 13 666 |

| 2021   | 2022   | - | - | - | - | - | - | - |
| ------ | ------ | - | - | - | - | - | - | - |
| 12 987 | 12 810 | - | - | - | - | - | - | - |

#### Pyramide des âges
La population de la commune est relativement jeune.
En 2018, le taux de personnes d'un âge inférieur à 30 ans s'élève à 38,9 %, soit au-dessus de la moyenne départementale (37,3 %). À l'inverse, le taux de personnes d'âge supérieur à 60 ans est de 25,9 % la même année, alors qu'il est de 22,8 % au niveau départemental.
En 2018, la commune comptait 6 287 hommes pour 6 948 femmes, soit un taux de 52,5 % de femmes, légèrement supérieur au taux départemental (51,11 %).
Les pyramides des âges de la commune et du département s'établissent comme suit.
| Hommes | Classe d’âge | Femmes |
| ------ | ------------ | ------ |
| 1,1    | 90 ou +      | 2,5    |
| 6,5    | 75-89 ans    | 9,9    |
| 15,0   | 60-74 ans    | 16,6   |
| 17,6   | 45-59 ans    | 17,5   |
| 17,5   | 30-44 ans    | 17,5   |
| 18,9   | 15-29 ans    | 16,3   |
| 23,3   | 0-14 ans     | 19,6   |

| Hommes | Classe d’âge | Femmes |
| ------ | ------------ | ------ |
| 0,5    | 90 ou +      | 1,4    |
| 5,5    | 75-89 ans    | 7,6    |
| 15,6   | 60-74 ans    | 16,3   |
| 20,8   | 45-59 ans    | 20     |
| 19,4   | 30-44 ans    | 19,4   |
| 17,6   | 15-29 ans    | 16,2   |
| 20,6   | 0-14 ans     | 19,1   |

### Enseignement
On trouve à Noyon le collège Paul Éluard et le collège Louis Pasteur, ainsi que le lycée Jean Calvin qui a pour particularité de proposer comme enseignement post bac une classe préparatoire ECE (économique et commerciale option économique), aussi appelée "prépa HEC", en 2 ans dans les locaux du lycée Charles de Bovelles. La classe préparatoire ECE du lycée Jean Calvin a été fondée en 2011. Les élèves de classe préparatoire et de BTS du lycée Jean Calvin ont la possibilité de se loger tels de véritables étudiants dans des studios individuels au sein du campus Inovia, qui se situe boulevard Cambronne[réf. nécessaire].

### Manifestations culturelles et festivités
Le marché aux fruits rouges, créé en 1988 et dont la 32e édition a eu lieu le 7 juillet 2019, et qui a rassemblé plus de 10 000 chalands.
Crée en 2006 l'association "Chants et Danses du Monde" a organisé chaque année en juillet jusqu'à 2019 le "Festival International de Folklore" de Noyon. En 2020 et 2021 ce festival n'a pu avoir lieu, il devrait pouvoir reprendre à l'été 2022.
En 2020 l'Association "Paris Noyon Jazz Festival" a lancé "Jazz in Noyon"https://jazzinnoyon.fr/, un festival qui met à l'honneur la scène jazz française à travers ses jeunes talents et ses artistes confirmés. Ce festival a notamment reçu le soutien et les encouragements d'Archie Shepp, saxophoniste mondialement reconnu. La première édition en avril 2021 s'est déroulée sous la forme d'un E-Festival en live-streaming gratuit.

### Sports
- Football : l'US Roye-Noyon évolue en Régional 1 (D6), lors de la saison 2020-2021.
- Rugby : RC de Noyon évoluant dans le Championnat Ile-de-France.

## Économie

### Commerce
Le marché franc de Noyon a lieu le 1er mardi de chaque mois. Il se situe principalement dans la rue de Paris et dans ses alentours. Il accueille le public de 7 h à 13 h. Deux autres marchés ont lieu le mercredi et le samedi matin sur la place de l'Hôtel-de-Ville.

### Industrie
Une fonderie – qui était une unité de production de la société parisienne Muller et Roger – est installée en 1899 sous l'impulsion du sénateur-maire Ernest Noël. À partir des années 1920, la fonderie se spécialise dans la production de baignoires et de sanitaires en fonte émaillée et l'usine est par la suite rattachée à la Société générale de fonderie. Le rachat des activités sanitaires de la Société générale de fonderie en 1986 par le groupe américain Kohler Company révèle l'inscription de la ville dans un processus de mondialisation, notamment caractérisé par une nouvelle division internationale du travail au sein de laquelle les firmes transnationales jouent un rôle de premier ordre. Le site Jacob-Delafon Kohler fut fermé en 2009, un entrepôt subsiste à Passel.
Mobilier de bureau. Ronéo Samas jusqu'en 2004. Majencia, sur l'ancien site de Ronéo, en difficulté en 2006 est devenu leader en France dans son secteur en 2013 et emploie 210 salariés.
Accessoires et fournitures pour l'industrie de l'automobile et du cycle. Abex Ferrodo, devenu Federal-Mogul et installé à Noyon depuis la fermeture du site de Pont-l'Évêque en 1993. Rigida Van Schotorst, site fermé définitivement en 2009.
Bâtiment et travaux publics. Brezillon, devenu filiale de Bouygues, relocalisé à Compiègne depuis 2012.
Au début du XXe siècle, la brique se développe en raison de l'extinction des carrières de pierre surexploitées et de la profusion de limons argileux facilement extractibles.

## Culture locale et patrimoine

### Lieux et monuments

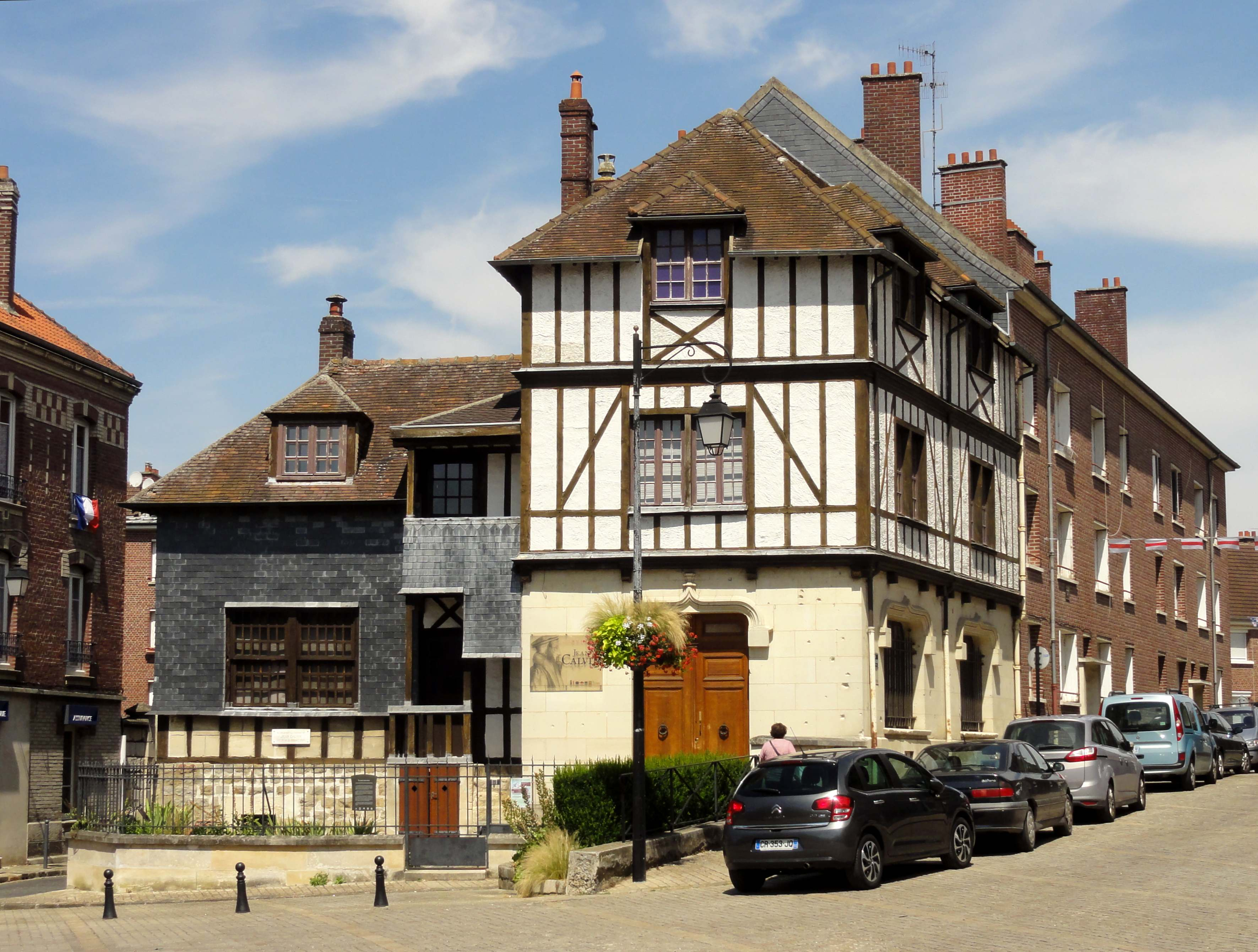
Musée Jean-Calvin

- La cathédrale Notre-Dame, parvis Notre-Dame, campée sur le point le plus élevé de la ville, là où se situait jadis le castrum du Bas-Empire romain et son enceinte de la fin du IIIe siècle : la cathédrale romane, dans laquelle Charlemagne puis Hugues Capet avaient été couronnés, fut ravagée par un incendie en 1131. De 1145 à 1235 fut ainsi édifiée l'une des premières grandes églises gothiques (gothique primitif)[72].
- Le quartier canonial[72] : au nord de la cathédrale, les maisons des chanoines, reconstruites aux XVIIe et XVIIIe siècles[73],[74], le réfectoire du XIIIe siècle, la bibliothèque du chapitre, édifice à pans de bois du début du XVIe siècle[75], l'officialité.
- Le quartier épiscopal : au sud de la cathédrale, la chapelle privée de l'évêque, rue De Gaulle, du XIIe siècle, le palais épiscopal totalement réaménagé en 1996 (devenu le musée du Noyonnais)[76].
- Musée du Noyonnais[77],[78], dont les parties les plus anciennes datent de la fin du XIIe siècle.
- L'hôtel de ville de Noyon, du XVIe siècle, de style gothique flamboyant au sein duquel est conservé l'Evangéliaire de Morienval.
- L'église Notre-Dame, rue de l'Église à Tarlefesse.
- L'église Sainte-Marie-Madeleine, rue Saint-Antoine.
- La chapelle de l'hôpital, avenue d'Alsace Lorraine.
- Théâtre municipal, salle des fêtes édifiée au début du XXe siècle sur les plans de Charles Letrosne[79]
- Place du Marché : la fontaine du Dauphin érigée en 1771, commémorant le mariage du Dauphin, futur Louis XVI et de Marie-Antoinette.
- Musée Jean-Calvin[77],[80], construit entre 1927 et 1930, à l'initiative de la Société de l'histoire du protestantisme français sur les plans de Charles Letrosne à l'emplacement présumé de la maison natale de Jean Calvin[81].
- Musée-ferme de la patte d'oie (métiers anciens et traditions rurales)[82].
- Hôtels particuliers rue de Paris et rue Saint-Éloi dont l'hôtel Arnette de la Charlonny[83] construit à la fin du XVIIIe siècle.
- Hôtel particulier, 54 boulevard Carnot, construit en 1862[84].
- Hôtel 12 rue de Gruny de 1844[85]
- Hôtel, 18 rue de Grèce, du 3e quart du XVIIIe siècle[86]
- Maisons :
  - 8 rue de l'Arc, du début du XVIIe et de la fin du  XVIIIe siècle[87],
  - 6 à 16 bis rue de Belfort (anciennement rue de l'Ange), du XVIIe siècle[88],
  - 5 rue de Belfort (anciennement rue de l'Ange), de la première moitié du XIXe siècle[89],
  - 1 rue des Boucheries, de la fin du XVIIe siècle[90],
  - 4 rue des Boucheries, du XVIIe et du début du XIXe siècle[91],
  - 6 rue des Deux-Bornes, du début du XVIIe siècle[92],
  - 1 rue de Driencourt (anciennement rue des Juifs), du début du XIXe siècle[93],
  - 12 rue de Driencourt, des XVIIe  et mi- XIXe siècle[94],
  - 14 boulevard Ernest-Noël, dite le Clos Vert, du début du XXe siècle[95],
  - 14 rue de Grèce, des 4e quart du XVIIIe siècle et 3e quart du XIXe siècle[96],
  - 12 rue du Général-de-Gaulle (anciennement rue Dame-Journe), de la 2e moitié du XVIIe siècle[97],
  - 10 rue du Général-de-Gaulle, du XVIIe siècle[98],
  - 40 rue du Général-de-Gaulle, dont les parties les plus anciennes datent de la fin du XVIIe ou du début du XVIIIe siècle[99].
- Anciennes fermes :
  - 31 rue du Coizel, de la fin du XVIIIe siècle[100],
  - 65 rue du Coizel, (faubourg d'Applincourt), du XVIIIe siècle[101],
  - 15 rue de l'Église, lieu-dit Tarlefesse, du milieu du XIXe siècle[102],
- Cité ouvrière de l'ancienne fonderie de bronze et de fer Muller Roger et Cie, 1 à 14 rue Emile-Loubet, du début du XXe siècle[103].
- Abattoirs municipaux, 48 boulevard Carnot, construits sur la Versette en 1855[104].
- Ancien moulin du chapitre de la cathédrale, dit moulin d'Wez, devenu minoterie, 49 rue du Faubourg-d'Amiens, sur la Verse, dont les parties les plus anciennes datent de 1825/1828[105].
- Briqueterie du Mont Saint-Siméon, puis Mazet, de 1935, sentier Grand-Vignoble[106].
- Monument aux morts de la guerre franco-allemande de 1870, au cimetière, édifié sur les plans de E. Colombier[107].
- Nécropole nationale de Noyon.
- Cimetière militaire britannique de Noyon.
- Ancienne abbaye Saint-Éloi de Noyon.
- Abbaye Saint-Barthélemy de Noyon, détruite

### Personnalités liées à la commune

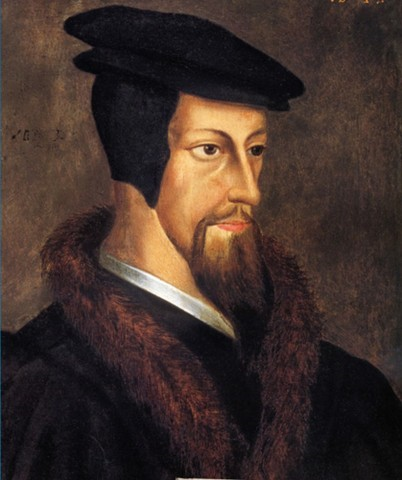
Portrait de Jean Calvin réformateur et un pasteur emblématique de la Réforme protestante.

- Saint Achaire, évêque de Noyon de 621 à 639.
- Saint Hermeland, moine franc, né à Noyon vers 640.
- Étienne Aubert, évêque de Noyon devenu Innocent VI, pape (1352-1362).
- Antoine-Henri de Bérault-Bercastel, chanoine d'Ourscamps, historien et poète.
- Jean Calvin, né à Noyon le 10 juillet 1509, mort à Genève (1564). Réformateur protestant et théologien français, fondateur du courant calviniste.
- Alain Danilet (1947-2012), homme politique de droite (RPR), y est né.
- Pierre Descaves (1924-2014), homme politique d'extrême droite, condamné comme activiste de l'OAS en 1961. Il a été le conseiller général de Noyon de 1998 à 2004.
- Claude-Emmanuel Dobsen (1743-1822), magistrat et révolutionnaire né à Noyon.
- Guillaume d'Ercuis (1255-1314), chanoine puis propriétaire terrien.
- Paschal de L'Estocart né à Noyon, en 1539 ou 1540, est un compositeur français contemporain du réformateur Jean Calvin.
- Antoine Galland (1646?-1715), y fit toutes ses études secondaires et y apprit le latin, le grec et l'hébreu. Orientaliste, arabophone, traducteur des Mille et Une Nuits.
- Henry Jacques Hardouin, (1891-1957), écrivain de guerre, y passa son enfance au château du Marquet.
- Laurent de Normandie (1510-1569), maire de Noyon, compagnon de Calvin, huguenot réfugié à Genève et imprimeur.
- Innocent Le Masson (1627-1703), 51e prieur-général de l'Ordre des Chartreux. 
Noyonnais de naissance, Philippe Le Masson entre à la chartreuse de Mont-Saint-Louis, sur le Mont Renaud, près de Noyon en fin 1644. Là il reçoit le nom d'Innocent en hommage au pape Innocent Ier. Dom Le Masson a eu une carrière monastique marquante, étant l'auteur de nombreux ouvrages. En 1675, il est élu prieur de la Grande Chartreuse et par conséquent prieur-général de tout l'ordre jusqu'à sa mort en 1703. il est le grand réalisateur de la vie cartusienne.
- Louis-André de Grimaldi (1736-1804), dernier évêque de Noyon.
- Pierre Henri Hélène Lebrun-Tondu (1754-1793), journaliste et homme politique, naturalisé liégeois en 1783, qui a joué un rôle important dans la vie politique de la principauté de Liège de 1781 à 1791, puis en France pendant la Révolution, étant ministre en 1792-1793. Proche des Girondins, il meurt guillotiné pendant la Terreur.
- Jean Isaac Tondu du Metz (1789-1871), homme politique, maire d'Attichy, député de l'Oise de 1848 à 1849.
- Le baron Alexandre de La Fons de Mélicocq (1802-1867), archiviste, archéologue et naturaliste.
- François de Maucroix (1619-1708), poète et littérateur, le meilleur ami de La Fontaine, né à Noyon.
- Ernest Noël (1847-1930), ingénieur, ancien maire, député puis sénateur (Gauche républicaine).
- Pierre Robert Olivétan (1506-1538), érudit humaniste français né à Noyon vers 1506.
- Jacques Ramade, (1928-2013), né à Noyon, chansonnier, humoriste et acteur français.
- Jacques Sarrazin y est né en 1588 ou 1592, sculpteur.
- Pierre Tempête (XVIe siècle), régent du collège de Montaigu, qualifié par Rabelais de « fouetteur d'enfants », puis chanoine de Noyon[réf. nécessaire].
- Auguste Frédéric Pierre Sézille des Essarts (1867-1950), peintre français.
- Enric Crous-Vidal (1908-1987), artiste catalan.
- Henry Alphonse Dantier (1810[108]-1885[109]), professeur d'histoire, membre correspondant du ministère de l'Instruction publique pour les travaux historiques, officier d'académie et chevalier de la Légion d'honneur[110], époux de l'inspectrice générale honoraire de l'Instruction publique Julienne Rieger[111],[112]. Il lègue la totalité de ses livres à la bibliothèque de Noyon, où il est né et mort[111].
- Auguste Bougon (1850-1935), militaire et homme politique, député de l'Oise.

### Héraldique
| Armes de Noyon | Les armes de Noyon se blasonnent ainsi : d'argent à la fasce de gueules - Ornements extérieurs : Croix de la Légion d'honneur et Croix de guerre 1914-1918 attribuées le 20 juillet 1920 avec la citation suivante : « Vieille cité historique, deux fois témoin du flux et du reflux des armées allemandes, libérée après une dure occupation de près de trois années, au cours desquelles la population supporta vaillamment les exactions de l'ennemi, et tombée à nouveau en 1918 sous le joug de l'envahisseur qui la détruisit systématiquement lors de son recul définitif. A bien mérité de la Patrie ». |